# Jennifer Carpenter
Jennifer Carpenter (født d. 7. december 1979) er en amerikansk skuespiller. Hun er mest kendt for rollen som Debra Morgan i serien Dexter.

## Filmografi
| År   | Titel                | Rolle                | Noter |
| ---- | -------------------- | -------------------- | --- |
| 2001 | People Are Dead      | Angela's ven #2      | |
| 2003 | Ash Tuesday          | Samantha             | |
| 2004 | D.E.B.S              | Hysterisk studerende | |
| 2004 | White Chicks         | Lisa                 | |
| 2005 | Last Days of America | Ven i New York #2    | |
| 2005 | Grayson Arms         | Sarah/Tessa/Beth     | |
| 2005 | Besat                | Emily Rose           | MTV Movie Award for Best Frightened Performance Nomineret—MTV Movie Award for Best Breakthrough Performance Nomineret—Saturn Award for Best Supporting Actress |
| 2006 | The Dog Problem      | Rødhåret servetrice  | |
| 2007 | Battle in Seattle    | Sam                  | |
| 2008 | Quarantine           | Angela Vidal         | |
| 2010 | Faster               | Nan Porterman        | |
| 2011 | Seeking Justice      | Trudy                | |
| 2012 | Gone                 | Sharon Ames          | |
| 2012 | Ex-Girlfriends       | Kate                 | |
| 2013 | The Factory          | Kelsey Walker        | |
| 2015 | Limitless            | Rebecca              | |

| År             | Titel              | Rolle        | Noter |
| -------------- | ------------------ | ------------ | --- |
| 2005           | Queen B            | Kristen      | |
| 2006-13        | Dexter             | Debra Morgan | 84 episoder Saturn Award for Best Supporting Actress on Television (2009) Nominateret—Critics' Choice Television Award for Best Drama Supporting Actress (2013) Golden Nymph Award for Outstanding Actress – Drama Series (2010) Nominateret—Saturn Award for Best Supporting Actress on Television (2007-2008, 2010-2013) Nominateret—Screen Actors Guild Award for Outstanding Performance by an Ensemble in a Drama Series (2009-2012) |
| 2009           | Dexter: Early Cuts | Debra Morgan | Stemmerolle 1 episode: "Gene Marshall: Chapter Three" |
| 2011           | The Good Wife      | Pamela Raker | 1 episode: "Parenting Made Easy" |
| 2011/2012/2013 | Pound Puppies      | Pepper       | Stemmerolle 3 episoder: "The K9 Kid", "I Heard the Barks on Christmas Eve", "It's Elementary My Dear Pup Club" |
| 2014           | Robot Chicken      | Stemmerolle  | Episode: "Victoria's Secret of NIMH" |